# Massimiliano Ferretti
Pour les articles homonymes, voir Ferretti.
Massimiliano Ferretti (né le 22 juin 1966 à Rome) est un joueur et un entraîneur de water-polo italien.
Vainqueur du titre olympique à Barcelone en 1992, il entraîne le Rari Nantes Sori.